# Anastrepha hamata
Anastrepha hamata
 es una especie de insecto díptero que Friedrich Hermann Loew describió científicamente por primera vez en el año 1873.
Esta especie pertenece al género Anastrepha de la familia Tephritidae.